# 团扇荠属
团扇荠属（学名：Berteroa）是十字花科下的一个属，为一年生至多年生草本植物。该属共有约7种，分布于中亚、欧洲、地中海地区。